# Bodens revir
Bodens revir var ett skogsförvaltningsområde inom Nedre Norrbottens överjägmästardistrikt, Norrbottens län, och omfattade Edefors socken med undantag av delar av kronoparken Slättberg; av Överluleå socken delarna norr om Lule älv samt Nederluleå socken med undantag av kronoparken Kroktjärn. Reviret, som var indelat i fem bevakningstrakter, omfattade 1920 71 601 hektar allmänna skogar, varav sex kronoparker med en areal av 65 050 hektar.